# Поролон
Пороло́н — торговельна назва пінополіуретану.
У Радянському Союзі був переважно скандинавської фірми Porolon, звідки і пішла загальна назва «поролон». Це еластичний, м'який, пористий матеріал, що складається із тонкостінних пор, наповнених повітрям. Частка повітря може складати до 97 % об'єму, припустимою нормою є 90 %. Використовується як опорний чи пом'якшувальний матеріал для надання виробам пружності та шумоізоляції. Широко застосовується у виробництві меблів.
Поролон є дуже стійким за хімічними властивостями матеріалом, безпечним та випробуваним. Він не містить речовин, що спричиняють алергію, не пліснявіє, не виділяє пилу. Поролон є гігієнічним та безпечним для здоров'я людини.
За хімічною природою поролон є поліуретаном. Випускається у формі листів, рулонів, блоків і акустичних деталей.

## Торговельні назви пінополіуретанів в інших країнах
- Локфоам, віброфоам, фоамекс (США)
- Мольтопрен (Німеччина)
- Аллофоам (Канада)